# Köping (đô thị)
Đô thị Köping (tiếng Thụy Điển: Köping kommun) là một đô thị ở hạt Västmanland của Thụy Điển. Thủ phủ là thị xã Köping. Dân số thời điểm 31 tháng 12 năm 2000 là 24763 người.